# Museu da Cultura Pop

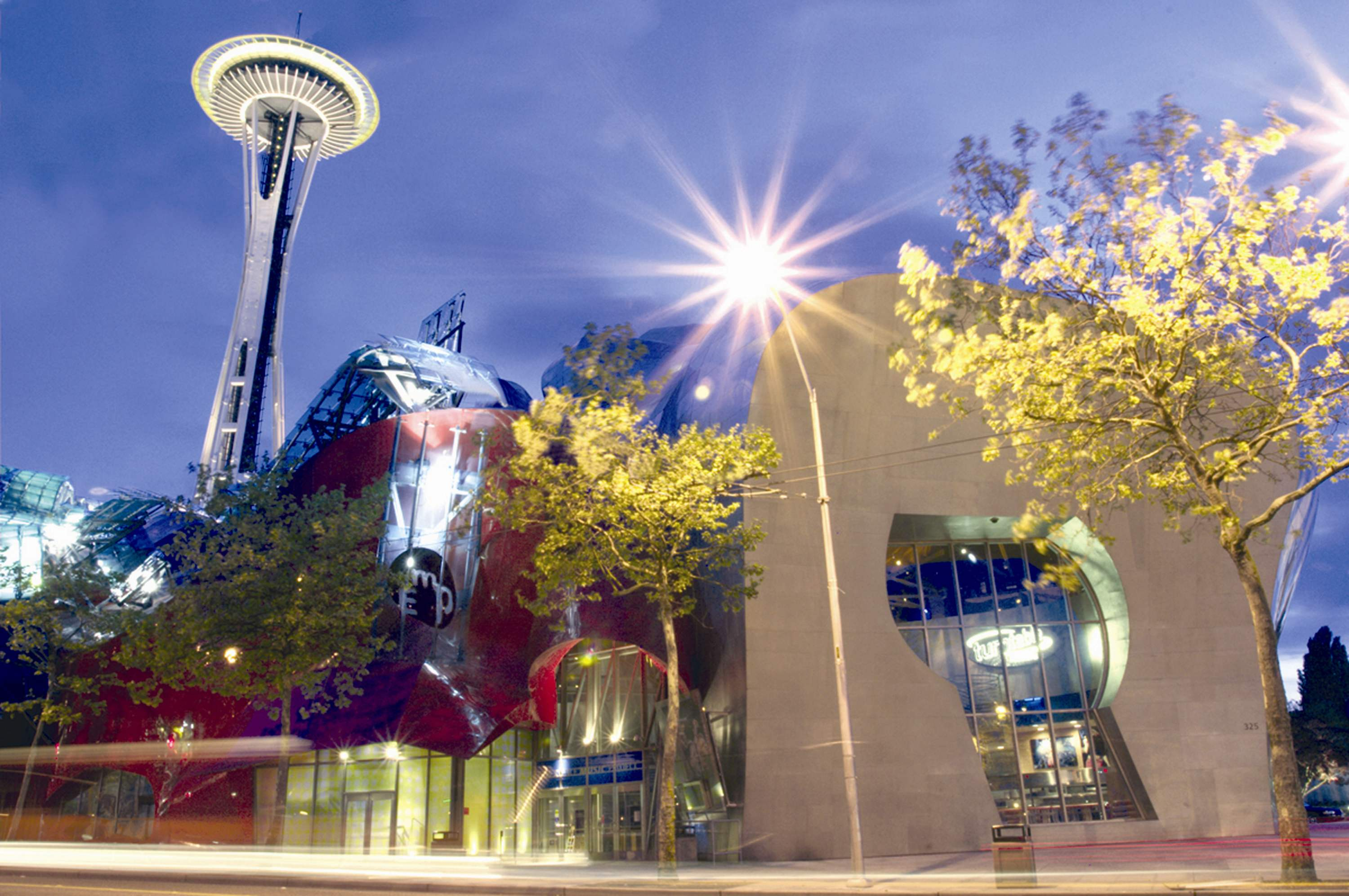
Vista noturna do MoPOP

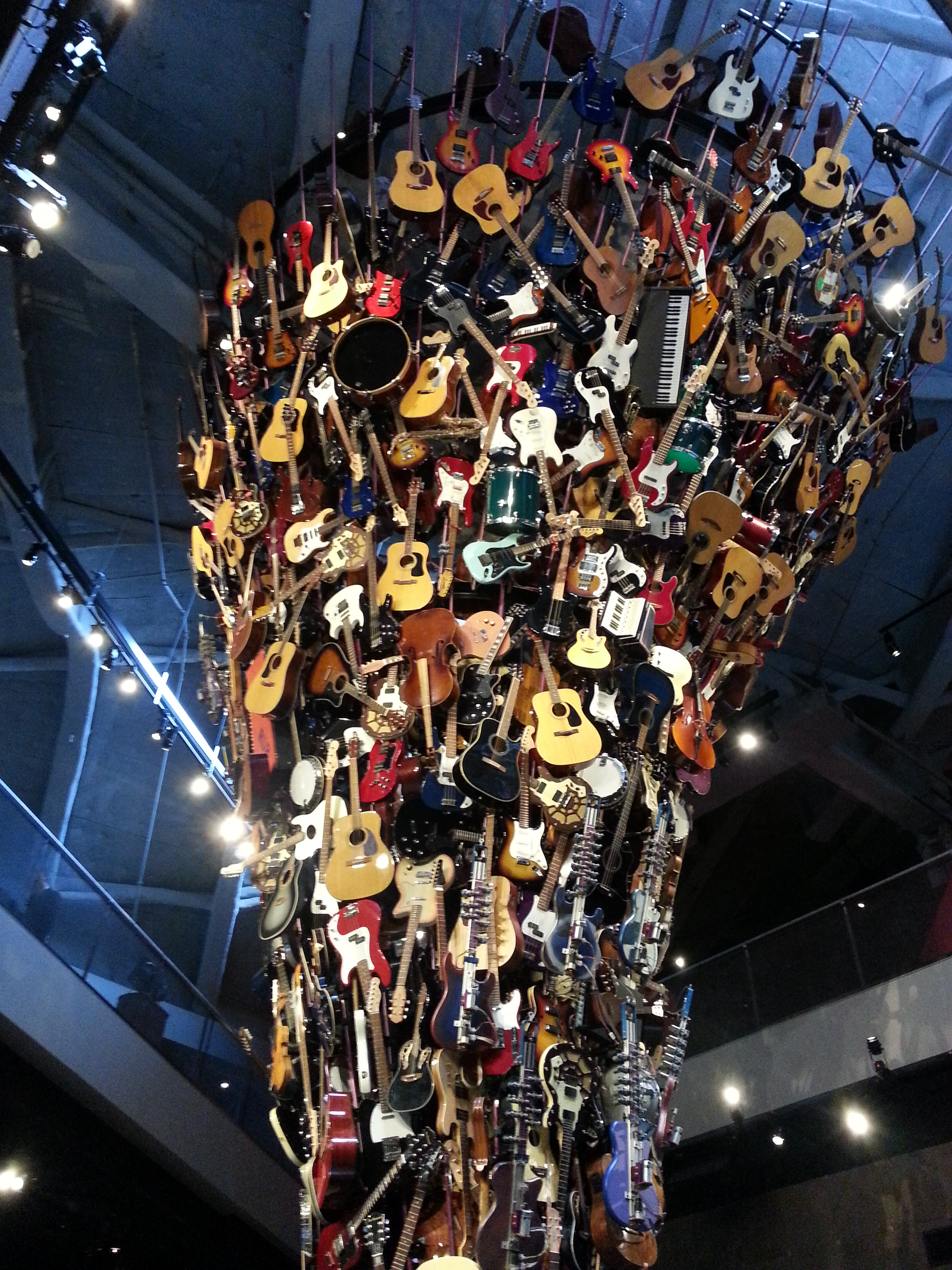
Guitar sculpture

O Museu da Cultura Pop (comumente chamado de MoPOP) é um museu sem fins lucrativos localizado em Seattle, dedicado à cultura popular contemporânea. Foi fundado pelo co-fundador da Microsoft Paul Allen em 2000 como o então Experience Music Project. Desde então, o MoPOP organizou dezenas de exposições, 17 das quais viajaram pelos Estados Unidos e internacionalmente.
O museu - anteriormente conhecido como Experience Music Project e Science Fiction Museum and Hall of Fame (EMP | SFM) e posteriormente EMP Museum até novembro de 2016 - iniciou muitos programas públicos, como o "Sound Off!", uma batalha de bandas anual para pessoas com até 21 anos; e a "Pop Conference", um encontro anual de acadêmicos, críticos, músicos e entusiastas da música.
O MoPOP, em colaboração com o Seattle International Film Festival (SIFF), apresenta o Festival de Curtas-metragens de Ficção Científica e Fantasia, que acontece todo inverno no Seattle Cinerama. Desde 2007, o MoPop homenageia os artistas com o Prêmio Founders por suas contribuições notáveis.

## Exposições e atividades
O MoPOP abriga inúmeras exposições e estações de atividades interativas, bem como esculturas sonoras e vários recursos educacionais:
- Um edifício de 13 000 m2, projetado por Frank O. Gehry, que abriga várias galerias e a Sky Church, que apresenta uma tela LED Barco C7 preta, uma das maiores telas LED internas do mundo.[1]
- Exposições que abrangem a cultura pop, da arte da fantasia, cinema de terror e videogames à literatura de ficção científica e figurinos.
- Atividades interativas incluídas em galerias como Sound Lab e On Stage, onde os visitantes podem explorar as ferramentas práticas de rock and roll por meio de instrumentos e tocar música para um público virtual.
- IF VI WAS IX, uma escultura de violão composta por mais de 500 instrumentos musicais e 30 computadores concebida pelo designer de exposições britânico Neal Potter e desenvolvida pelo escultor de som Trimpin.[2][3]
- A maior coleção do mundo de artefatos, letras escritas à mão, instrumentos pessoais e fotografias originais celebrando a música e a história do músico de Seattle Jimi Hendrix e da banda Nirvana.
- Recursos educacionais, incluindo conexões de currículo do MoPOP em workshops e programas de extensão; STAR (Formação de Alunos em Alcance Artístico); Acampamentos de criatividade para crianças; Oficinas de artistas adolescentes; Write Out of This World, um concurso anual de contos de ficção científica e fantasia para alunos do 3º ao 12º ano; e a Residência Artística de Hip-Hop.
- Programas públicos como o Festival de Curtas-metragens de Ficção Científica e Fantasia da MoPOP, Conferência Pop, o Conselho Consultivo da Juventude (YAB) e o Sound Off!, a principal batalha de bandas do Noroeste do Pacífico .

O MoPOP também foi o local do primeiro concerto e programa de demonstração do workshop NIME. Posteriormente, se tornou a Conferência Internacional anual sobre Novas Interfaces para Expressão Musical, um local líder para pesquisas de ponta em tecnologia musical.

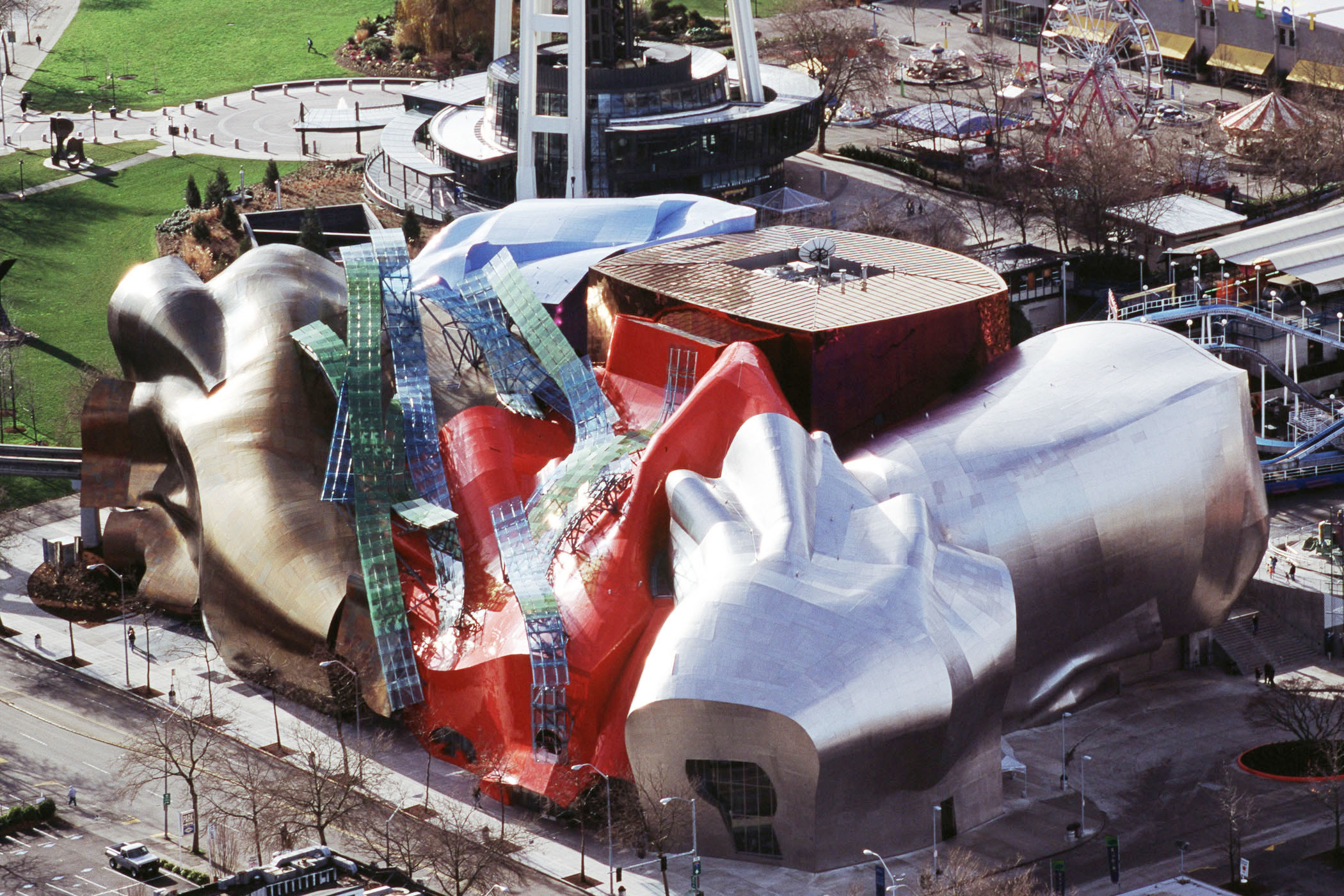
Design por Frank Gehry

## Museu de Ficção Científica
O Museu de Ficção Científica e Hall da Fama foi fundado por Paul Allen e sua irmã Jody Patton, e aberto ao público em 18 de junho de 2004. Incorporou o Hall da Fama de Ficção Científica e Fantasia que foi criado em 1996. O museu foi dividido em várias galerias com temas como "Homeworld", "Fantastic Voyages", "Brave New Worlds" e "Them!", cada uma exibindo itens relacionados (adereços de filme, primeiras edições, figurinos e modelos) em grandes vitrines, pôsteres e displays interativos. Foi dito sobre o museu que "De robôs a mochilas a jato, trajes espaciais e armas de raio, está tudo aqui".

Os membros do conselho consultivo do museu incluíram Steven Spielberg, Ray Bradbury, James Cameron e George Lucas. Entre sua coleção de artefatos estavam a cadeira de comando do Capitão Kirk de Star Trek, o robô B9 de Lost in Space, o modelo da Estrela da Morte de Star Wars, o T-800 de Exterminador do Futuro e a cúpula do filme Silent Running. Embora o Museu de Ficção Científica como coleção permanente tenha sido desinstalado em março de 2011, uma nova exposição chamada Ícones de Ficção Científica foi inaugurada como uma substituição em junho de 2012. Nesse momento, as novas exibições do Hall da Fama foram reveladas e os itens de 2012 introduzidos.